# Лючия ди Ламмермур (фильм-опера, 1971)
«Лючи́я ди Ламмерму́р» (итал. Lucia di Lammermoor) — художественный кинофильм, поставленный в 1971 году. Экранизация одноимённой оперы Гаэтано Доницетти по мотивам романа Вальтера Скотта «Ламмермурская невеста». В главной партии — Анна Моффо.

## Сюжет
Фильм-опера. Экранизация одноимённой оперы Гаэтано Доницетти по мотивам романа Вальтера Скотта «Ламмермурская невеста».
Шотландия, XVIII век.  Лорд Эдгардо Равенсвуд влюблён и тайно обручён с Лючией ди Ламмермур — сестрой своего злейшего врага, которому поклялся отомстить за убийство отца. Брат Лючии — Энрико — узнав об их встречах и обручении, приходит в ярость, ведь он уже обещал сестру в жёны богатому и знатному лорду Артуро. Воспользовавшись отъездом Эдгардо, Энрико с помощью подложного письма уговаривает сестру выйти замуж по его выбору. Вернувшийся из Франции Эдгардо обвиняет Лючию в неверности и проклинает её. Несчастная девушка лишается рассудка, убивает своего мужа и умирает. Потрясённый случившимся, Эдгардо совершает самоубийство.

## В ролях
- Анна Моффо — Лючия ди Ламмермур
- Лайош Косма — Эдгардо Равенсвуд, возлюбленный Лючии
- Джулио Фиораванти — Энрико, владетель Ламмермура, брат Лючии
- Паоло Вашингтон — Раймондо, пастор, наставник Лючии
- Пьетро ди Вьетри — Артуро, жених Лючии
- Глауко Скарлини — Норманн, начальник стражи замка
- Анна Мария Сегатори — Алиса, подруга Лючии
- Карла Манчини — Анжела

## Музыканты
- Римский симфонический оркестр
- Хор RAI
- Дирижёр: Карло Феличе Чилларио

## Съёмочная группа
- Режиссёры: Марио Ланфранки, Сандро Больчи
- Композитор: Гаэтано Доницетти
- Сценарий: Сальваторе Каммарано (автор либретто оперы), Вальтер Скотт (автор романа Ламмермурская невеста), Марио Ланфранки
- Художник: Маурицио Монтеверде
- Монтаж: Гвидо Францесканжели

## Места съёмок
Съёмки кинофильма-оперы происходили в замке Орсини-Одескальки в Браччано (Лацио, Италия).
- Замок Орсини-Одескальки в Браччано
- Замок Орсини-Одескальки в Браччано

## Издание на видео
- Выпущен на DVD 24 мая 2002 года фирмой VAI.